# Rosa Herminia Yáñez Rosales
Rosa Herminia Yáñez Rosales (Ciudad de México, 1959) es una antropóloga y lingüista con ciudadanía mexicana y estadounidense. Ha radicado en el estado de Jalisco desde 1965, entre la ciudad de Guadalajara y el pueblo de Jiquilpan, Jalisco (municipio de San Gabriel). Desde 1988 empezó a estudiar la lengua náhuatl con hablantes y recordantes de la lengua de Tuxpan, Jalisco. Es investigadora de textos coloniales procedentes de poblaciones del Obispado y Audiencia de Guadalajara. También es partícipe de proyectos de reivindicación y recuperación del náhuatl en poblaciones del sur de Jalisco.

## Alma mater
Universidad de Guadalajara
Estudios de Maestría en Artes, en la Universidad Estatal de Nuevo México
Estudios de Doctorado en Antropología, en la Universidad Nacional Autónoma de México

## Docencia
En el nivel de posgrado, imparte clases de Política Lingüística, La Escritura de la Etnografía, Estudios Culturales, Lingüística Histórica y Comparada, y otras. A nivel licenciatura, imparte clases de Lengua Náhuatl y de Letras Prehispánicas.

## Publicaciones
Artículos de revista:
- “Padre nuestro, ticmomachiltis’. Análisis pragmático discursivo de un expediente de Amatitlán, 1661”, en Tlalocan. Revista de fuentes para el conocimiento de las culturas indígenas de México, Volumen XVIII, (2012).
- “La evangelización en náhuatl en la época colonial: documentos de la Audiencia de Guadalajara”, en Tlalocan Volumen XV (2008).
- “En busca de la lengua perdida: memoria y aspectos simbólicos delnáhuatl presentes en el discurso actual de los tuxpanecos”, en Lingüística Mexicana II (2005), núm. 2, en coautoría con Rocío Rojas Arias.

- "Las cofradías indígenas de Tlajomulco, siglos XVII y XVIII", en Estudios del Hombre, #6 (1998).

Capítulos en libros:
- “La frontera norteña novohispana: diferencias entre órdenes y el clero secular a través de confesionarios del siglo XVIII”, en Fernando Armas Asin (editor): Angeli Novi. Prácticas evangelizadoras, representaciones artísticas y construcciones del catolicismo en América (siglos XVII-XX). Lima: Pontificia Universidad Católica del Perú, 2004.
- “El Vocabulario de Gerónimo Cortés y Zedeño: entre Antonio de Nebrija y Alonso de Molina”, en Ignacio Guzmán Betancourt, Pilar Máynez y Ascensión H. de León Portilla (coords.), De historiografía lingüística e historia de las lenguas, México: UNAM/Siglo Veintiuno Edits. 2004.
- -“Las relaciones de Tenamaztle y Pantecatl. Autoría marginal en Xalisco, siglo XVI”, en Roland Schmidt-Riese (ed.): Catequesis y derecho en la América Colonial. Fronteras borrosas. Madrid/Frankfurt am Main: Iberoamericana-Vervuert, 2010.
- “Escritura y pintura mesoamericanas en los tiempos coloniales”, en Rosa H. Yáñez Rosales, (coord.) La cultura escrita en México y el Perú en la época colonial. Guadalajara: Secretaría de Cultura de Jalisco/Consejo Estatal para la Cultura y las Artes, 2010.
- “El interrogatorio para confessar â los dichos Indios de Bartholomè García y el Confessionario en lengua mexicana de Gerónimo Cortés y Zedeño: dos batallas en la guerra espiritual de la Nueva España del siglo XVIII”, en: Wulf Oesterreicher y Roland Schmidt-Riese, edits. Esplendores y miserias de la evangelización de América. Antecedentes europeos y alteridad indígena, Berlín/Nueva York: De Gruyter, 2010.
- “Los grupos indígenas en los diarios de Guadalajara, México: entre el boletín de prensa y el reportaje”, en: De análisis del discurso y política lingüística. 2010, Estudios recientes. Guadalajara: Universidad de Guadalajara, 2010.
- “Del Confessionario mayor en la lengua mexicana y castellana de fray Alonso de Molina (1569) al Confessionario mayor y menor en lengua mexicana de Bartholomé de Alva Ixtlilxóchitl (1634). Variaciones en el tiempo colonial”. En: Artes, vocabularios, doctrinas y confesionarios en lenguas de México. Hermosillo: Universidad de Sonora, 2013.
- “Orden y estrategia en el discurso colonial: tres descripciones neogallegas de los siglos XVI y XVII”, en Discurso crítico, argumentación y poder. 2014, Guadalajara: Editorial Acento, 2014.
- “Dos testamentos coloniales en náhuatl, obispado de Guadalajara: las decisiones de un pilli y de un macehualli”, en: Investigaciones  (inter)disciplinarias en lingüística. Hermosillo: Universidad de Sonora, 2015.
- “Guerrero Nahuatl in diachronic perspective: variation, change, and vitality”, en: Insights in the Research of English, Nahuatl, and Spanish Languages and Cultures in Mexico, 2016.
- “Reclamation initiatives in non-speaker communities: The case of two Nahua communities in the south of Jalisco State, Mexico”, in: Language Documentation and Revitalization. Latin American Contexts. 2016. Berlín: Walter de Gruyter, pp.109-141, en coautoría con Dana K. Nelson, Melissa Niño S., Rodrigo Parra G., Paulina Lamas O., Agustín Vega T. y Rocío Rojas A.
- “Nahuatl L2 texts from Northern Nueva Galicia: Indigenous language contact in the seventeenth century”, in: Language Contact and Change in Mesoamerica and Beyond. 2017. Amsterdam/Philadelphia: John Benjamins Publishing Company.
- “Procesos de nivelación en la historia del náhuatl. Consideraciones apoyadas en documentos del antiguo Obispado y de la Audiencia de Guadalajara”, en: Lenguas en contacto, procesos de nivelación y lugares de escritura. Variación y contextos de uso. 2017. Guadalajara: Universidad de Guadalajara.

Libros, monografías:
- Rostro, palabra y memoria indígenas. El occidente de México, 1524- 1816. México: CIESAS/INI, 2001.[3]
- Guerra espiritual y resistencia indígena. El discurso de evangelización en el obispado de Guadalajara, 1541-1765. Guadalajara: Universidad de Guadalajara, 2002.
- Ypan altepet monotza san Antonio de Padua tlaxomulco. En el pueblo que se llama San Antonio de Padua, Tlajomulco’. Textos en lengua  náhuatl, siglos XVII y XVIII. Guadalajara: Instituto de Cultura, Recreación y Deporte de Tlajomulco de Zúñiga/Prometeo Editores, 2013.

## Coordinación y edición
- Diccionario náhuatl-español, español-náhuatl para niños. Guadalajara: Universidad de Guadalajara/Secretaría de Cultura/Secretaría de Educación, 2007, co-coordinación.
- Memorias del V Coloquio Internacional de Occidentalistas. El occidente de México. Perspectivas multidisciplinarias. Guadalajara: Universidad de Guadalajara, 2007. Coordinación.
- La cultura escrita en México y el Perú en la época colonial. Guadalajara: Secretaría de Cultura de Jalisco/Consejo Estatal para la Cultura y las Artes, 2010. Coordinación.
- De análisis del discurso y política lingüística. 2010 Estudios recientes. Guadalajara: Universidad de Guadalajara, 2010, co-coordinación.
- Discurso crítico, argumentación y poder. 2014, Guadalajara: Editorial Acento, 2014, co-coordinación.
- Argumentación discursiva en textos orales y escritos. 2016, Guadalajara: Universidad de Guadalajara, co-coordinación.
- Insights in the research of English, Nahuatl, and Spanish languages and cultures in Mexico. 2016. Guadalajara: Universidad de Guadalajara, co-coordinación.
- Lenguas en contacto, procesos de nivelación y lugares de escritura. Variación y contextos de uso. 2017, Guadalajara: Universidad de Guadalajara, co-coordinación.